# Cyrine Abdelnour
Cyrine Abdelnour (in arabo: سيرين عبدالنور) (Beirut, 21 febbraio 1977) è una cantante, attrice e modella libanese.

## Biografia

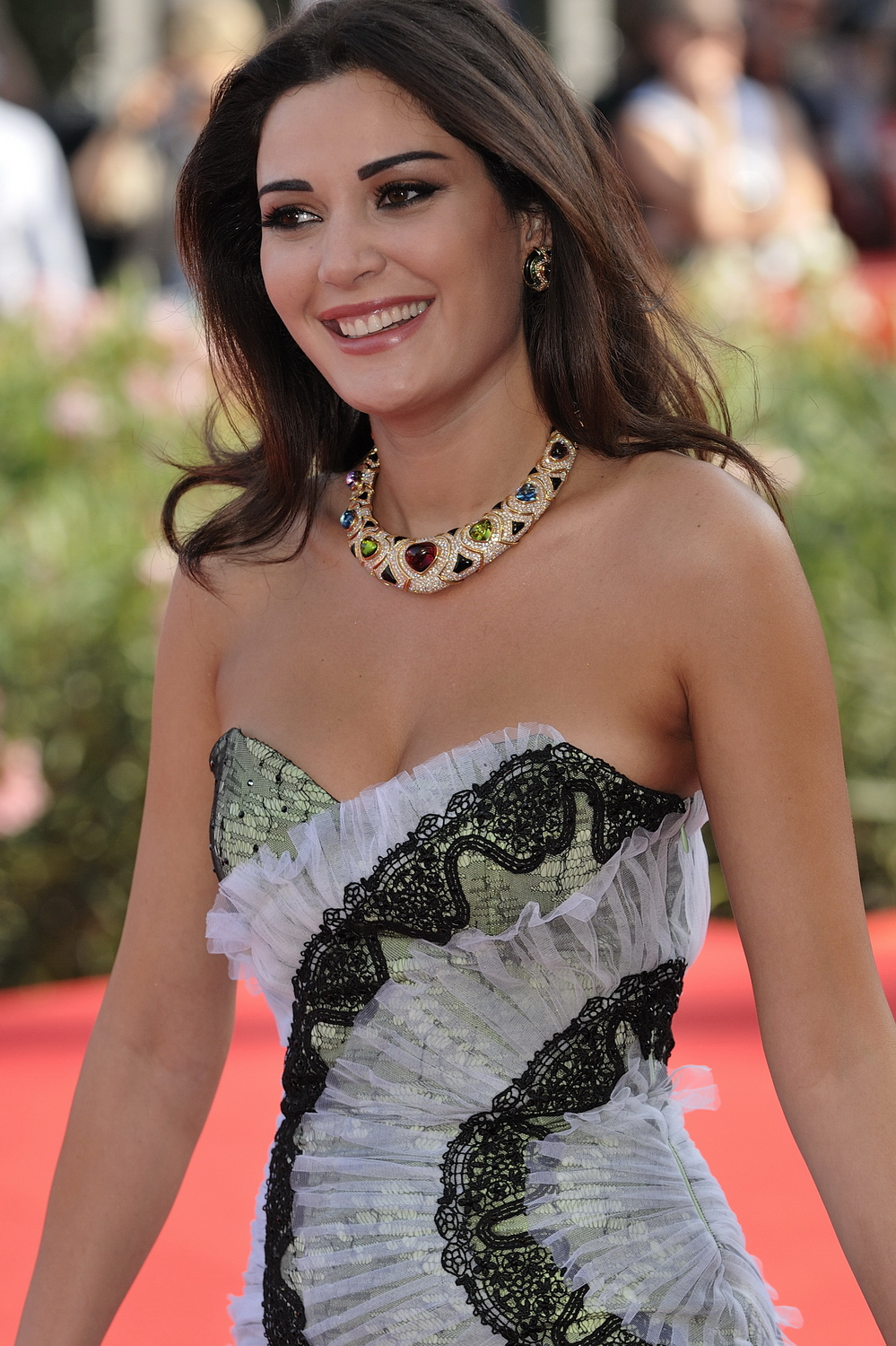
Cyrine Abdelnour alla mostra del cinema di Venezia nel 2009.

Cyrine Abdelnour è nata a Beirut da genitori di fede greco-ortodossa, ha tre fratelli, ed è stata educata in una scuola cristiana del Sacro Cuore in Libano, in quanto lei di religione cristiana, e studia per divenire fashion designer. Nello 2007 va all'altare con l'imprenditore Farid Rahme, suo connazionale, e nel 2010 dalla loro unione nasce Talia. Nel 2011 la cantante afferma di aspettare un altro bambino.

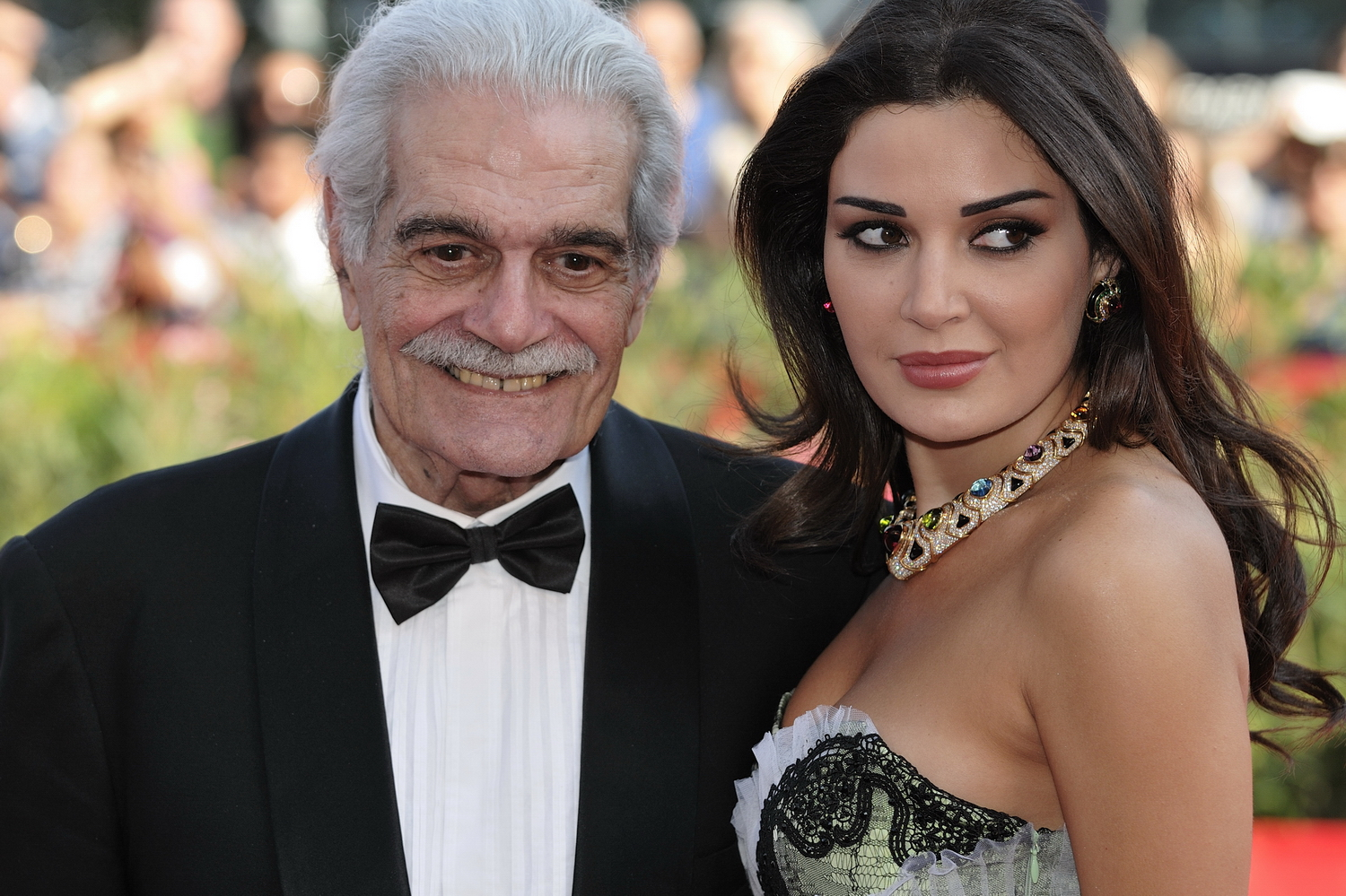
Cyrine Abdelnour alla mostra del cinema di Venezia nel 2009 con l'attore egiziano Omar Sharif

## Carriera

### Carriera da modella
Cyrine inizia nel 1992 con una promettente carriera di modella lavorando per Feliciana Rossi e Zuhair Mura, Renato Balestra ma il suo vero grande successo arriva nel 2002, vincendo il concorso Model of the World emergendo per la sua bellezza esotica.

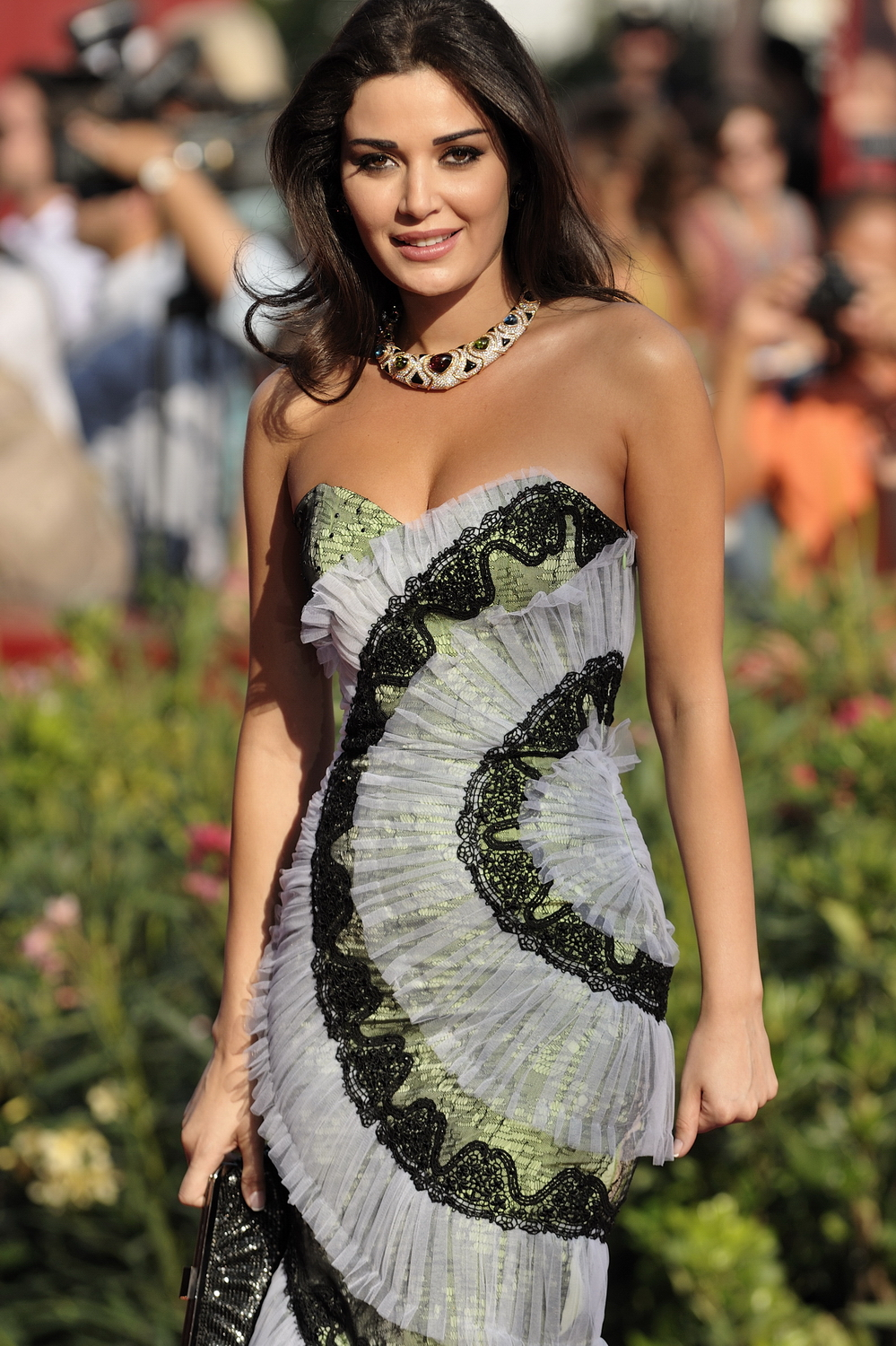
Cyrine Abdelnour alla mostra del cinema di Venezia nel 2009

### Carriera in TV
Cyrine si dà alla televisione nel 1998 lavorando nella serie tv Smaa Kchaa. La sua carriera prosegue nel 2003, anno in cui ottiene il suo primo ruolo da protagonista nella serie Ebnati, punto di svolta della sua carriera televisiva, dato che le viene attribuito il prestigioso Murex d'oro come miglior attrice in Libano. È poi impegnata, sempre in quell'anno, in Mariana, e nel 2004 prende parte al suo secondo ruolo principale nella serie araba Ghariba. 
Nel 2007 recita la parte della protagonista nel film Sajina e recita abilmente nella serie tv Hawwa fi tarikh nella parte di Sherazad. È il 2009 e Cyrine recita la parte di Nadine nella serie Al Adham e l'anno dopo con la serie Sarah, che prende il nome dalla protagonista, impersonata appunto da Cyrine, riconquista dopo sei anni il Murex d'oro ancora come miglior attrice libanese.
Per il 2012 è in programma una serie di nome Ruby, con Cyrine protagonista.

### Carriera al cinema
Il principale film finora interpretato da Cyrine è Al Mosafer (The traveller), del 2009, in cui ha recitato nella parte di Nura al fianco del leggendario Omar Sharif. Il film è stato presentato alla mostra del cinema di Venezia lo stesso anno e vincitore del Premio d'Oro al festival di Rotterdam il 13 settembre 2011.

### Carriera da cantante
Cyrine esordisce nel mondo della musica nel 2004 con il successo Leila min el layli. Il secondo album risale al 2006, con il nome di Aaleyk Ayouni, dal quale inoltre si è estratto un fortunato singolo di nome Law bass fi aini. 
Nel 2008 viene pubblicato Layali Al Hob, il suo terzo album

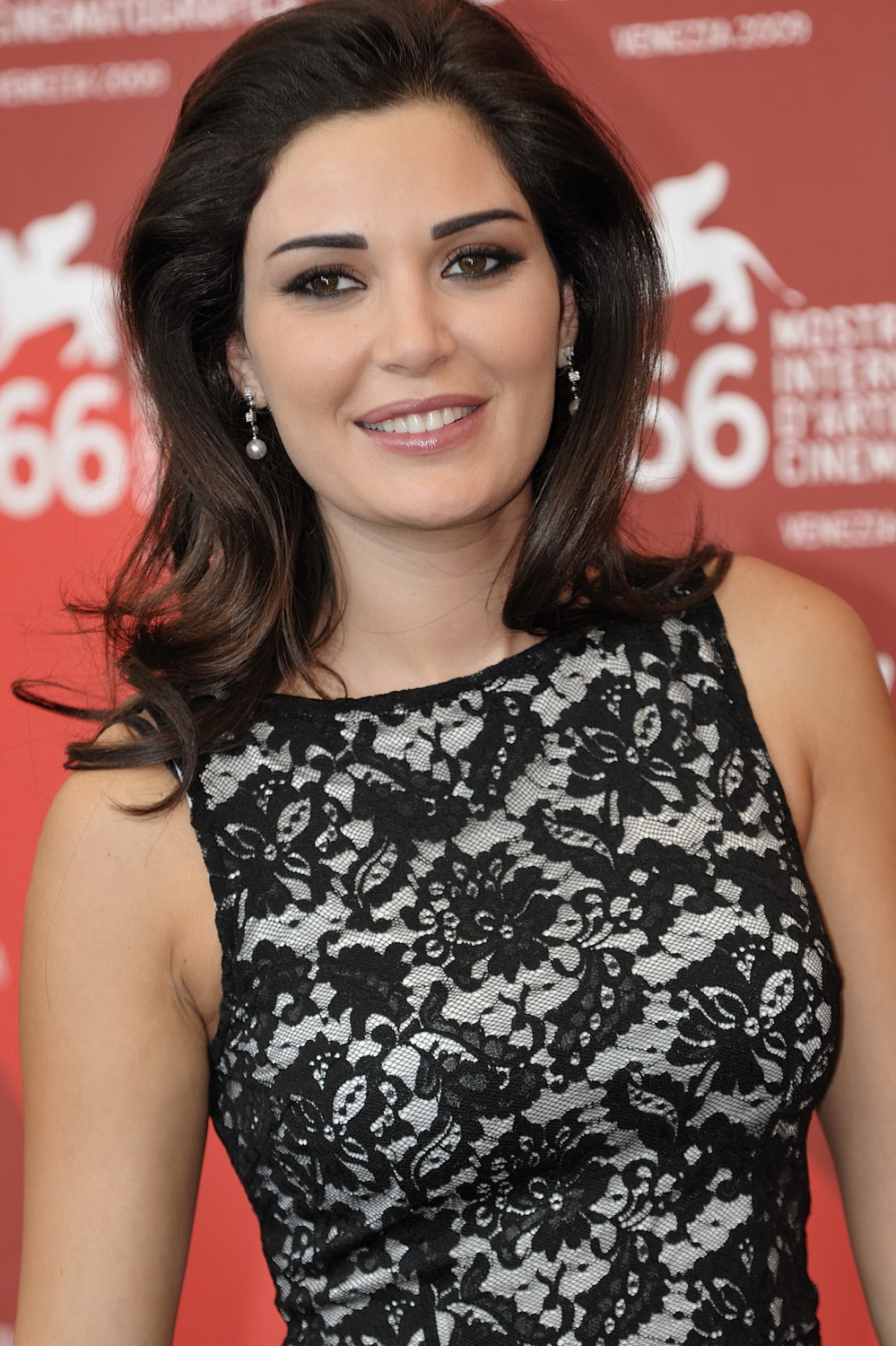
Cyrine Abdelnour

## Premi
Model of the World: 1 (2002)
Murex d'oro miglior attrice libanese: 2 (2003; 2009)

### Altri riconoscimenti
Miglior attrice/cantante da Art channel (Art Oscars)
Miglior sigla di film “Bel Logha El Arabia el Fos7a” Dal Middle East Music Award
Miglior attrice dalla LAU university (Scelta dagli student) nel 2009.
Miglior singolo “3omri ma3ak” (Art Oscars)
Miglior attrice/star su Facebook (Scelta dagli studenti) nel 2010.
“Al Fanana Al Shamila” dai magazine Al Jomhouriya e Horiyati

## Discografia
- Leila Min El Layli (2004)
- Aalik Ayouni (2006)
- Layali Al Hob (2008)

## Videografia
- Leila Min El Layli (2004)
- Sidfi Ana (2004)
- Erga'a Tani (2005)
- Law Bas Fi Eini (2006)
- Aalik Ayouni (2007)
- Sajeena (2007)
- Bilougha Alarabiya Elfousha (2008)
- Elly Malakishi Fi (2008)
- Omri Ma'ak (2009)
- Sarah (2010)

## Filmografia
| Film       | Film                                  | Film                             | Film                                     |
| Anno       | Film                                  | Ruolo                            | Note                                     |
| ---------- | ------------------------------------- | -------------------------------- | ---------------------------------------- |
| 2008       | Ramadan Mabrouk Abul-Alamein Hamouda  |                                  |                                          |
| 2008       | Smoke Without Fire (Beirut open city) |                                  |                                          |
| 2009       | Al Mosafer                            | Nura                             | Premio d'oro al festival di Rotterdam    |
| 2014       | Sou tafahom                           |                                  |                                          |
| Television |                                       |                                  |                                          |
| Anno       | Titolo                                | Ruolo                            | Note                                     |
| 1998       | Smaa Kchaa                            |                                  |                                          |
| 1999       | Sahha sahtein tleteh                  |                                  |                                          |
| 2000       | Ghadan Yawmon Akhar                   |                                  |                                          |
| 2003       | Ebnati (My Daughter)                  | Protagonista                     | Murex d'Oro miglior attrice libanese     |
| 2003       | Dareb Khwet                           |                                  |                                          |
| 2003       | Mariana                               |                                  |                                          |
| 2004       | Ghariba                               | Ruoli protagonisti Carla - Zaina |                                          |
| 2007       | Sajina                                | Protagonista Samar               |                                          |
| 2007       | hawwa fi tarikh                       | Shehrazad                        |                                          |
| 2009       | Al Adham                              | Nadine                           |                                          |
| 2010       | Sarah                                 | Protagonista come "Sarah"        | Murex d'Oro miglior attrice protagonista |